# Real Escuela Náutica
La Real Escuela Náutica o Estudio de pilotos de Arenys de Mar, fue una escuela Náutica que formaba a pilotos con graduación oficial de la Real Armada fundada por Josep Baralt i Torres en Arenys de Mar el 30 de abril de 1780 y que permaneció abierta hasta 1874.

## Historia
La promulgación de la disposición del 12 de octubre de 1778, que había acabado con el monopolio de los puertos del sur de España (Sevilla y Cádiz), hizo progresar la navegación atlántica de la marina catalana. La necesidad de disponer pilotos, la intervención de los cuales era legalmente imprescindible para las rutas de ultramar, fueron el motivo por el cual muchos padres de familia y el gremio de Santo Elm de Arenys de Mar solicitaran a Josep Baralt el establecimiento de una Escuela de Pilotos. 
Josep Baralt era la persona más adecuada, puesto que, además de su larga experiencia y de la condición de primer piloto con graduación oficial de la Real Armada, tenía una formación excelente. La idea le pareció buena y empezó los trámites legales porque de fuera autorizada esta escuela, que obtuvo con carácter provisional. El permiso de apertura le llegó el 7 de marzo de 1779 y, de manera definitiva el 30 de abril de 1780. 

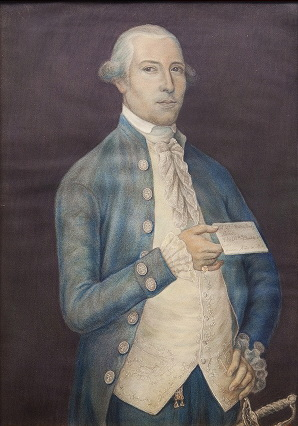
Josep Baralt i Torres, fundador de la Real Escuela Náutica de Arenys de Mar.

La escuela inició sus actividades el 7 de abril de 1782 en Arenys. Las primeras clases las impartió en su casa, en la calle de la Iglesia, como reza una placa actualmente visible en su fachada. Sólo en instrumentos náuticos, Josep Baralt gastó la cantidad de 2.491 libras. 
En poco tiempo la escuela se hizo pequeña y el 1783 se trasladó a un edificio situado en el Camino real (carretera general hacia Francia) en la parte de levante de la población y era conocido vulgarmente con el nombre de "Estudio de los Pilotos". En esta escuela, como consta en el libro de registro de alumnos, asistieron jóvenes de toda Cataluña, de Baleares, Alicante, Tortosa, Málaga e incluso de Galicia. La cuota era de 8 pesetas mensuales. El 3 de febrero de 1807 consta de una asistencia de 93 alumnos.
Esta Escuela obtuvo la "Real Aprobación" en 1783, ganó la condición y categoría de Escuela Náutica de la "provincia marítima", con la Real Protección en 1792 y finalmente en 1802 recibe la distinción de Real Escuela Náutica.
Una prueba de la importancia de la potencia náutica de la villa de Arenys de Mar es que el 1786  había 59 naves que hacían el trayecto al nuevo continente, todas ellas construidas en los cinco astilleros de Arenys y patroneadas por pilotos salidos de la Escuela Náutica. 
Veinte años más tarde de la fundación de la Escuela de Náutica, el 22 de octubre de 1802, el rey Carlos IV y su familia pernoctaron en Arenys de Mar alojándose en las casas de Can Ramis y de Pau; conocedor el rey de la importancia de la Escuela Náutica quiso conocer personalmente a Josep Baralt, que le fue presentado por Josep de Olózoga, capitán del puerto de Barcelona y por Pere de Ayala, ayudando militar y de marina de Arenys de Mar. El rey, completamente satisfecho por las explicaciones que se le dieron, decretó que la Escuela se titulara "Real" y nombró a Josep Baralt, Teniente Mayor de la Armada y le otorgó el privilegio de ondear en la fachada el "pendón real". El 22 de febrero de 1806 Josep Baralt fue nombrado ayudante militar de Marina y Capitán del puerto de Arenys, cargo que ocupó hasta su muerte, en 1829. 
Entonces, el Estudio, que casi no se podía mantener económicamente, pasó a manos de Francesc de Padua Farrucha, natural de Cartagena. A pesar de que invirtió unas sumas de dinero considerables, al aprobarse la orden de incorporar la enseñanza de náutica a los institutos de segunda enseñanza la escuela tuvo que cerrar sus puertas. 
Sin embargo, después de unas cuantas tentativas frustradas, en 1869, volvió a abrir las puertas con Joan Monjo i Pons al frente. 
A pesar de ello, el transporte por ferrocarril, la progresiva pérdida de las colonias de ultramar y la aparición de los barcos de vapor, llevaron a la decadencia de la navegación de vela. Las maestrances de Arenys desaparecen o quedan reducidas a la construcción de barcas de poco tonelaje. En 1874, cierra definitivamente las puertas la Real Escuela Náutica.

## Alumnos famosos

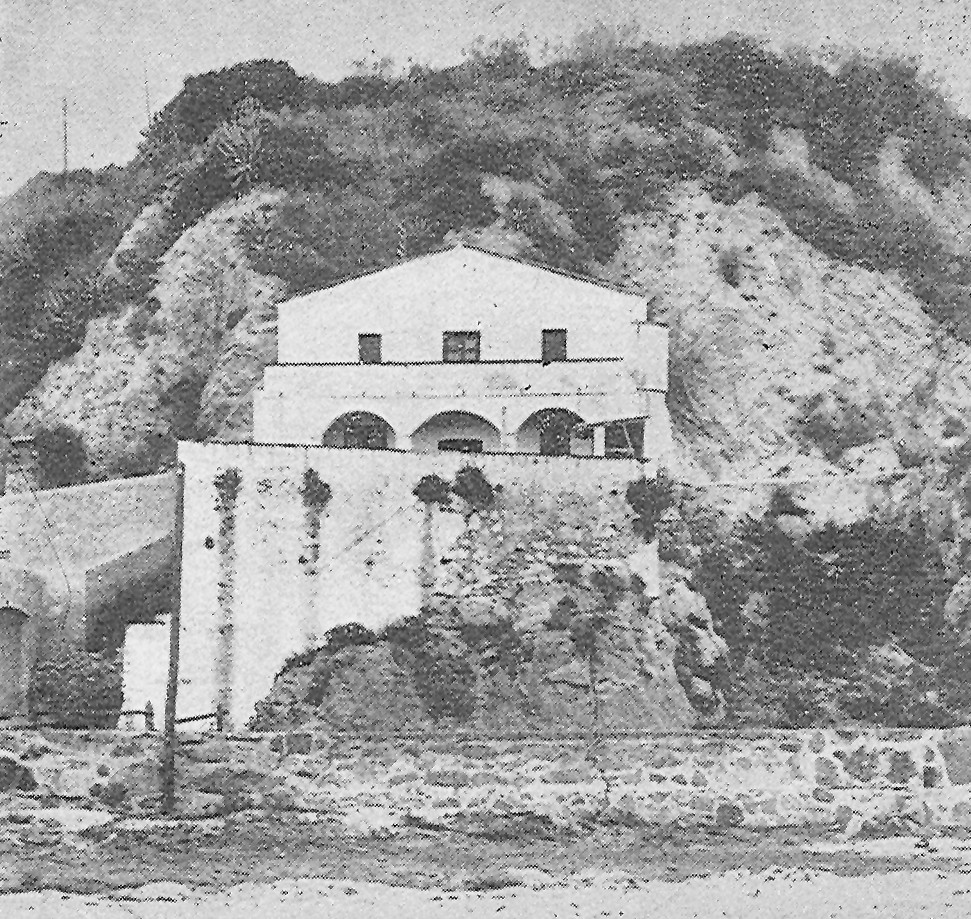
Estudio de pilotos en 1890

## Alumnos famosos[1]
- Josep Xifré i Casas
- Andreu Guri i Sala
- Joan Monjo i Pons
- Joan Maristany i Galceran